# NGC 504
NGC 504 (còn được gọi là PGC 5084 hoặc UGC 935), là một thiên hà dạng thấu kính nằm cách Hệ Mặt Trời khoảng 189 triệu năm ánh sáng trong chòm sao Song Ngư. Nó được phát hiện vào ngày 22 tháng 11 năm 1827 bởi nhà thiên văn học John Herschel. Thiên hà này được liệt kê hai lần trong Danh mục chung, tiền thân của Danh mục chung mới, là GC 291 và GC 292.

## Lịch sử quan sát
Herschel đã phát hiện ra thiên thể này mà không ghi chép lại một mô tả trực quan. Tuy nhiên, ông chú thích rằng tinh vân "đi trước NGC 507 khoảng 10 giây và cách nó một nửa cánh đồng về phía nam". Sau đó, NGC 504 cũng được phát hiện bởi Heinrich d'Arrest khi sử dụng kính thiên văn phản xạ 11 inch ở Copenhagen và được cho rằng đây là thiên thể mới. Điều này dẫn đến việc Herschel lập danh mục hai quan sát riêng biệt là GC 291 và GC 292. Các vật thể sau đó được John Louis Emil Dreyer kết hợp với việc tạo ra Danh mục chung mới, trong đó thiên hà được mô tả là "rất mờ nhạt, nhỏ".